# مارتن لوثر سميث
مارتن لوثر سميث (بالإنجليزية: Martin Luther Smith)‏ هو مهندس مدني أمريكي، ولد في 9 سبتمبر 1819 في دانباي في الولايات المتحدة، وتوفي في 29 يوليو 1866 في سافانا في الولايات المتحدة.